# Bittacomorphella
Bittacomorphella är ett släkte av tvåvingar. Bittacomorphella ingår i familjen glansmyggor.
Kladogram enligt Catalogue of Life:
| Bittacomorphella | \| \| Bittacomorphella esakii \| \| \| \| \| \| Bittacomorphella fenderiana \| \| \| \| \| \| Bittacomorphella jonesi \| \| \| \| \| \| Bittacomorphella nipponensis \| \| \| \| \| \| Bittacomorphella pacifica \| \| \| \| \| \| Bittacomorphella sackenii \| \| \| \| \| \| Bittacomorphella thaiensis \| \| \| \| |
|                  | \| \| Bittacomorphella esakii \| \| \| \| \| \| Bittacomorphella fenderiana \| \| \| \| \| \| Bittacomorphella jonesi \| \| \| \| \| \| Bittacomorphella nipponensis \| \| \| \| \| \| Bittacomorphella pacifica \| \| \| \| \| \| Bittacomorphella sackenii \| \| \| \| \| \| Bittacomorphella thaiensis \| \| \| \| |
|                  | Bittacomorpha |
|                  | |
|                  | Ptychoptera |
|                  | |
|                  | Bittacomorphella esakii |
|                  | |
|                  | Bittacomorphella fenderiana |
|                  | |
|                  | Bittacomorphella jonesi |
|                  | |
|                  | Bittacomorphella nipponensis |
|                  | |
|                  | Bittacomorphella pacifica |
|                  | |
|                  | Bittacomorphella sackenii |
|                  | |
|                  | Bittacomorphella thaiensis |
|                  | |

|  | Bittacomorphella esakii      |
|  |                              |
|  | Bittacomorphella fenderiana  |
|  |                              |
|  | Bittacomorphella jonesi      |
|  |                              |
|  | Bittacomorphella nipponensis |
|  |                              |
|  | Bittacomorphella pacifica    |
|  |                              |
|  | Bittacomorphella sackenii    |
|  |                              |
|  | Bittacomorphella thaiensis   |
|  |                              |